# يوكي فوكا
يوكي فوكا (باليابانية: 深井 祐希) (مواليد 6 سبتمبر 1996) هو لاعب كرة قدم ياباني.

## وصلات خارجية
- يوكي فوكا على موقع رابطة كرة القدم اليابانية للمحترفين (اليابانية)
- يوكي فوكا على موقع Soccerway.com (الإنجليزية)